# Samir (cráter)

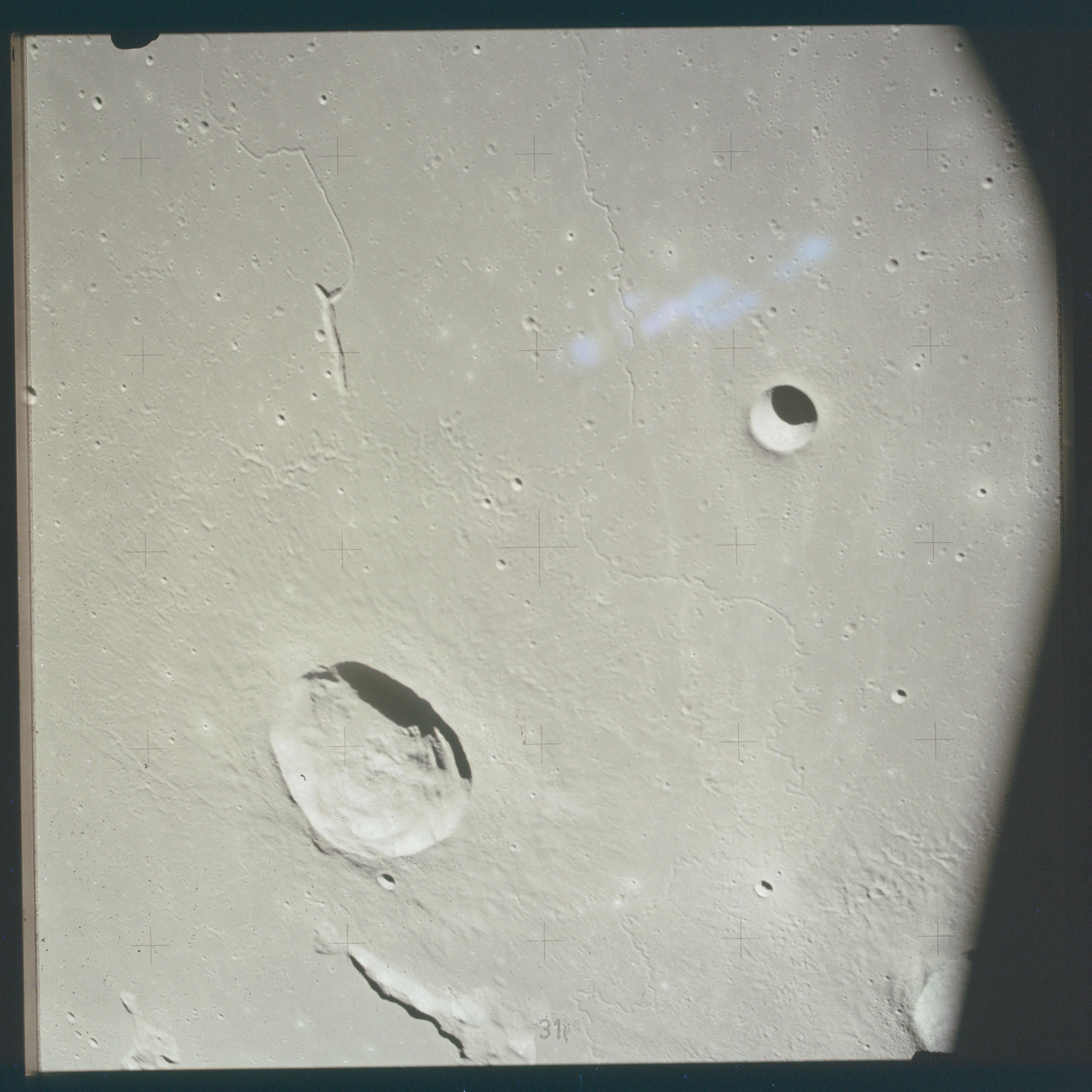
Vista desde el Apolo 15 (1977), con Delisle abajo a la izquierda, y el más pequeño cráter circular Diophantus B arriba a la derecha.

Samir es un pequeño cráter de impacto situado en la cara visible de la Luna, al norte del cráter Diophantus. Vecinos inmediatos del cráter, además de Diophantus al sur, son los pequeños cráteres Louise en el este-sureste; e Isabel y Walter en el sureste. En el noroeste también aparecen la Rima Diophantus, el Mons Delisle y el cráter Delisle.

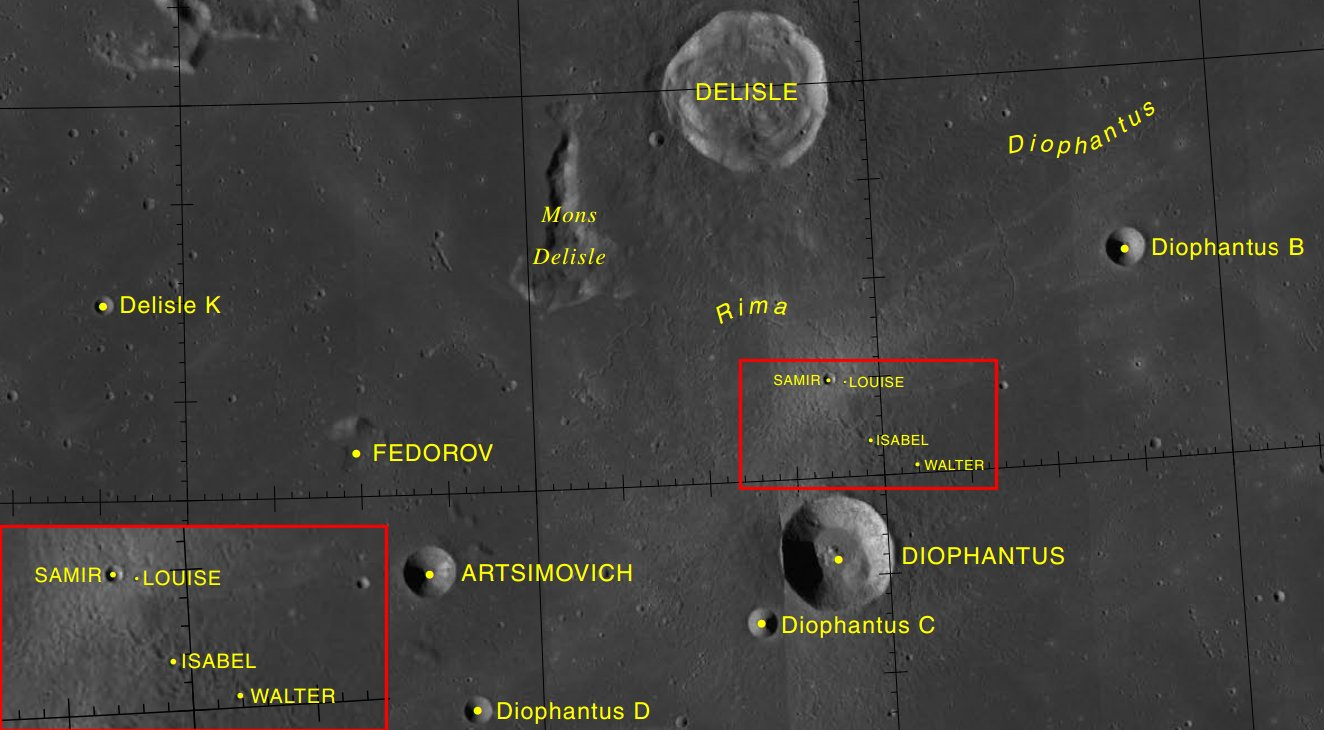
Detalle (ampliación del recuadro en la esquina inferior izquierda). Imagen LRO

El cráter tiene forma de cuenco, con un fondo rugoso y netamente irregular.
El origen de la denominación es una anotación inicialmente no oficial en la página 39B2 / S1 de la serie de planos del Lunar Topophotomap de la NASA. El nombre fue aprobado por la UAI en 1976.